# HD317857
HD317857 — хімічно пекулярна зоря спектрального класу
A2 й має видиму зоряну величину в смузі V приблизно 10,3.